# لاري سميث (موسيقي)
لاري سميث (بالإنجليزية: Larry Smith)‏ هو موسيقي بريطاني، ولد في 18 يناير 1944 في أكسفورد في المملكة المتحدة.

## وصلات خارجية
- لاري سميث على موقع IMDb (الإنجليزية)
- لاري سميث على موقع ميوزك برينز (الإنجليزية)
- لاري سميث على موقع إن إن دي بي (الإنجليزية)
- لاري سميث على موقع أول ميوزيك (الإنجليزية)
- لاري سميث على موقع ديسكوغز (الإنجليزية)
- لاري سميث على موقع قاعدة بيانات الفيلم (الإنجليزية)